# پیریمتامین
پیریمتامین (به انگلیسی: Pyrimethamine)
رده درمانی: داروهای ضد مالاریا
اشکال دارویی: قرص

## موارد مصرف
پیریمتامین همراه با سولفانامیدها و کینین در درمان مالاریای مقاوم به کلروکین مصرف می شود. این دارو همراه با سولفونامیدها در درمان توکسوپلاسموز نیز مصرف می شود.
با توجه به مقاومت دارویی ایجاد شده نسبت به این دارو، از ترکیبات آلی فلزی برای شکستن این مقاومت‌ها استفاده می کنند.

## تداخل دارویی
در صورت مصرف همزمان پیریمتامین با کوتریموکسازول، تری متوپریم، فنی توئین یا متوترکسات، اثر آنتی فولات این دارو تشدید می شود. مصرف همزمان این دارو با داروهای مضعف مغز استخوان، ممکن است سبب افزایش اثرات کاهنده گلبول‌های سفید و پلاکت‌ها شود.

## توصیه‌های مهم
- برای کاهش تحریک گوارشی، دارو را می توان با غذا مصرف کرد.
- مصرف همزمان اسید فولیک در طول درمان با این دارو ممکن است ضروری باشد.
- در درمان توکسوپلاسموز، به ویژه با مقادیر زیاد، مراجعه منظم به پزشک به منظور انجام آزمون شمارش تام خون ضروری است.
- دوره درمان با دارو باید کامل شود.
- این دارو در کم خونی مگالوپلاستیک یا سایر موارد کمبود فولات نباید مصرف شود.
- مصرف پیریمتامین در صورت وجود عیب کار کلیه یا کبد، ضعف مغز استخوان، کم خونی و سابقه اختلالات صرعی باید با احتیاط فراوان صورت گیرد.
- انجام آزمون شمارش تام خون در طول درمان دراز مدت با این دارو توصیه می شود.

## مقادیر مصرف
بزرگسالان : در درمان مالاریای ناشی از پلاسمودیوم فالسیپارم مقاوم به کلروکین، ۷۵ میلی گرم پری متامین همراه با ۵/۱ گرم سولفادوکسین در یک نوبت، در روز سوم پس از درمان با کینین، مصرف می شود. در درمان توکسوپلاسموز، ابتدا mg/day۲۰۰-۵۰ همراه با ۱ -۲۵/۰ گرم سولفونامید هر ۶ ساعت به مدت ۲-۱ روز و سپس mg/day۵۰ -۲۵۰ همراه با ۵۰۰-۱۲۵ میلی گرم سولفونامید هر ۶ ساعت برای ۶-۲ هفته مصرف می شود. پری متامین به مقدار ۵/۱۲ میلی گرم همراه با داپسون به مقدار ۱۰۰میلی گرم یک بار در هفته از یک هفته قبل از عزیمت به مناطق آلوده به مالاریای ناشی از پلاسمودیوم فالسیپارم تا ۴ هفته پس از بازگشت ازآن مناطق به منظور پیشگیری از ابتلای به بیماری مصرف می شود. پیریمتامین همراه با سولفادیازین یا کلیندامایسین در درمان توکسو پلاسموز به مقدار mg/kg۱۰۰- ۵۰ به مدت ۳ روز و سپس به مقدار mg/day۲۰ به مدت ۶ -۴ هفته مصرف می شود. 
کودکان : در درمان مالاریای ناشی از پلاسمودیوم فالسیپار مقاوم به کلروکین ، mg/kg۱/۲۵ پیریمتامین همراه با mg/kg۲۵ سولفادوکسیون به صورت مقدار واحد، در روز سوم پس از درمان با کینین، مصرف می شود. برای پیشگیری از مالاریا مقدار مصرف دارو ( پیریمتامین و داپسون ) برای کودکان ۵-۱ سال ( یا ۱۹-۱۰ کیلوگرم وزن بدن) معادل یک چهارم، برای کودکان ۱۱-۶ سال ( یا با وزن ۳۹-۲۰ کیلوگرم) معادل نصف و برای سایر کودکان معدل مقدار مصرف بزرگسالان است. مقدار مصرف پیریمتامین در درمان توکسوپلاسموز در کودکان mg/kg۱ یک بار در روز به مدت ۳-۱ روز و سپس mg/kg ۰/۵ دو بار در روز برای ۴ – ۶ هفته همراه با یک سولفونامید می‌باشد .